# Mega Man Zero 4
Mega Man Zero 4, conhecido no Japão como Rockman Zero 4 (ロックマンゼロ４, Rokkuman Zero Fō) e comumente abreviado como MMZ4, é um jogo eletrônico de ação e plataforma desenvolvido e publicado pela Capcom. O seu desenvolvimento foi anunciado pela primeira vez em dezembro de 2004 e seu lançamento para o portátil Game Boy Advance ocorreu em 2005 nos Estados Unidos, no Japão e na Europa.
O jogo é o quarto e último título da subsérie Mega Man Zero, que pertencem à série Mega Man, e se ambienta vários meses após os eventos de Mega Man Zero 3. Sua história se foca no reinado de Dr. Weil sobre a Neo Arcadia de onde humanos, que foram reduzidos a civis de segunda classe, começam a escapar em grande número para o último local em que apresenta condições de vida do planeta, a Area Zero, iniciando um conflito entre ambos os grupos. Os efeitos desta guerra eventualmente levam Zero e a Resistance Base a protegerem a Area Zero e seus habitantes dos atos maléficos de Dr. Weil.
Mega Man Zero 4 recebeu uma nota média de 77% na Metacritic e Game Rankings, o que o fez ser o 85º melhor jogo já lançado para Game Boy Advance segundo críticos e fãs.

## História
Depois da derrota de Omega e da destruição da Dark Elf, Zero e Ciel continuaram sua luta contra Neo Arcadia e agora possuíam uma base móvel. Enquanto isso, alguns humanos se rebelaram contra Neo Arcadia e contra os reploids (o que implica em rebelarem-se contra a Resistance Base) e foram viver na área Zero (Area Zero), um local onde a colônia espacial caiu. Ali começou a ter vida e ficou habitável para humanos. Mas Dr. Weil, que ainda estava vivo, tentou bloquear o acesso desses humanos a essa área mandando um ataque ao comboio que seguia para lá. Zero e Ciel interceptaram esse ataque, mas Dr. Weil não sossegou e continuou tentando destruir esses humanos para provar que fora de Neo Arcadia a vida dos humanos não poderia continuar.

## Jogabilidade
Neste jogo houve um incremento de arma: o Zero Knuckle. Ela serve para roubar a arma de algum inimigo e também dá um ataque bem forte. O Shield Boomerang e Recoil Rod sumiram. Desta vez não há mais Cyber Elves variados. Agora só há um que você tem que alimentar e evoluir. Cada nível do Cyber Elf dá 3 habilidades diferentes, uma para cada tipo (Health, Hacker ou Animal). Também há um equipamento que serve para recuperar a energia chamado Sub-Tank (como nos três jogos anteriores) e você pode trocar habilidades para cabeça, corpo e pernas do Zero (como no jogo anterior).

## Desenvolvimento
O anúncio da Capcom no Japão da produção de uma sequência para Mega Man Zero 3 não foi uma surpresa, com o mesmo padrão de notícias sobre o desenvolvimento dos dois jogos anteriores da série Mega Man Zero. A Capcom foi atualizando o seu site oficial silenciosamente com informações que o jogo seria lançado para o Japão em abril.